# 渭源県
渭源県（いげん-けん）は中華人民共和国甘粛省定西市に位置する県。県人民政府の所在地は清源鎮。特産物はジャガイモと党参（ヒカゲツルニンジン）。

## 行政区画
12鎮、4郷を管轄：
- 鎮：清源鎮、蓮峰鎮、会川鎮、五竹鎮、路園鎮、北寨鎮、新寨鎮、麻家集鎮、鍬峪鎮、慶坪鎮、祁家廟鎮、上湾鎮
- 郷：大安郷、秦祁郷、峡城郷、田家河郷

## 交通

### 鉄道
- 中国鉄路総公司
  - 蘭渝線
    - 渭源駅

### 道路
- 高速道路
  - 蘭海高速道路
  - S14 隴渭高速道路
- 国道
  - G212国道
  - G316国道